# Большая Джорджия
«Больша́я Джо́рджия» (англ. State of Georgia) — американский ситком, созданный Джеффом Гринштейном и Дженнифер Вайнер. Шоу, в котором снялись Рэйвен-Симоне, Махандра Дельфино и Лоретта Дивайн, транслировалось на телеканале ABC Family с 29 июня по 17 августа 2011 года.
Хотя ситком стартовал успешно (первый эпизод посмотрело 1,317 млн зрителей), рейтинги стремительно падали. 16 сентября 2011 года ABC Family объявил о закрытии сериала из-за низких рейтингов.

## Сюжет
Джорджия Чемберлен (Рэйвен-Симоне) — начинающая актриса родом с юга, которая хочет стать известной. Для этого она переезжает в Нью-Йорк со своей лучшей подругой-зубрилой Джо (Махандра Дельфино). Хани Дюпри (Лоретта Дивайн), богатая женщина с активной сексуальной жизнью, не перестаёт давать девушкам советы.

## В ролях

### Основной состав
- Рэйвен-Симоне — Джорджия Чемберлен
- Махандра Дельфино — Джозефина «Джо» Пай
- Лоретта Дивайн — Хани Дюпри

### Второстепенный состав
- Кевин Ковейс — Льюис
- Хасан Минхадж — Сет
- Джейсон Рогель — Лео

## Разработка и производство
Пилотный эпизод проекта ABC Studios был написан писательницей Дженнифер Вайнер («Хороша в постели») и Джеффом Гринштейном («Отчаянные домохозяйки»). О новом шоу было объявлено 8 октября 2010 года. После участия в оригинальном фильме ABC Family «Месть подружек невесты», Рэйвен-Симоне была взята в новый ситком телеканала, наряду с Ивет ли Баузер в качестве актрисы и продюсера шоу. Обе стороны вели переговоры, когда ABC Family объявила проект «Джорджия» 17 ноября 2010 года с Рэйвен-Симоне в главной роли. Изначально ситком назывался «Великая большая Джорджия». Пилотный эпизод был снят в 2010 году. 31 января 2011 года было объявлено, что ABC Family купила пилотный эпизод и заказала ещё одиннадцать эпизодов сериала.

## Эпизоды
| №  | Название                                                | Режиссёр              | Автор сценария                      | Дата премьеры   | Произв. код | Зрители в США (млн) |
| -- | ------------------------------------------------------- | --------------------- | ----------------------------------- | --------------- | ----------- | ------------------- |
| 1  | «Pilot» «Пилот»                                         | Тед Уасс              | Джефф Гринштейн и Дженнифер Вайнер  | 29 июня 2011    | 1001        | 1,317               |
| 2  | «Flavor of the Week» «Вкус недели»                      | Леонард Р. Гарнер мл. | Хейс Джексон                        | 6 июля 2011     | 1004        | 0,807               |
| 3  | «Best Friends For-Never» «Лучшие друзья на никогда»     | Джеффри Мелман        | Реджина Й. Хикс                     | 13 июля 2011    | 1006        | 0,647               |
| 4  | «The Mole» «Крот»                                       | Стив Цуккерман        | Фрэнк Пайнс                         | 20 июля 2011    | 1007        | 0,790               |
| 5  | «Know When to Fold 'Em» «Знай, когда остановиться»      | Леонард Р. Гарнер мл. | Кирк Дж. Раделл                     | 27 июля 2011    | 1002        | 0,552               |
| 6  | «Mo' Honey, Mo' Problems» «Больше Хани, больше проблем» | Тед Уасс              | Бенжамин Орен и Мелисса Садофф Орен | 3 августа 2011  | 1009        | 0,697               |
| 7  | «There's a Place for Us» «Здесь есть место для нас»     | Леонард Р. Гарнер мл. | Дженнифер Вайнер                    | 3 августа 2011  | 1003        | 0,567               |
| 8  | «R-E-S-P-E-C-T» «У-В-А-Ж-Е-Н-И-Е»                       | Тед Уасс              | Триша Виктория Джонсон              | 3 августа 2011  | 1010        | 0,693               |
| 9  | «Foot in the Door» «Нога в двери»                       | Тед Уасс              | Грег Шаффер                         | 3 августа 2011  | 1005        | 0,545               |
| 10 | «The Popular Chicks» «Популярные чики»                  | Тед Уасс              | Аннабель Оукс                       | 10 августа 2011 | 1008        | 0,728               |
| 11 | «It's Not Easy Being Green» «Нелегко быть зелёной»      | Стив Цуккерман        | Дженнифер Вайнер                    | 17 августа 2011 | 1011        | 0,738               |
| 12 | «Locked Up, A Broad» «Взаперти в одиночестве»           | Стив Цуккерман        | Кирк Дж. Раделл                     | 17 августа 2011 | 1012        | 0,587               |

## Награды и номинации
| Год  | Результат | Награда            | Категория              | Номинант(ы)   |
| ---- | --------- | ------------------ | ---------------------- | ------------- |
| 2011 | Номинация | Teen Choice Awards | Choice Summer: Актриса | Рэйвен-Симоне |